# Pandro S. Berman
Pandro Samuel Berman (Pittsburgh, 28 maart 1905 – Beverly Hills, 13 juli 1996) was een Amerikaans filmproducent.

## Levensloop
De vader van Pandro S. Berman was een van de directeuren van Universal Pictures. Zelf zette Berman in de jaren 20 zijn eerste stappen in de filmwereld als regieassistent. Later was hij werkzaam als filmmonteur bij FBO Pictures. Vanaf het begin van de jaren 30 ging hij zelf films produceren. Tot 1940 werkte hij voor RKO Pictures. Vervolgens ging hij aan de slag bij MGM. Vanaf 1963 werkte hij als onafhankelijk filmproducent. 
Van 1960 tot aan haar dood was Berman getrouwd met de filmproducente Kathryn Hereford.

## Filmografie (selectie)
- 1932: Symphony of Six Million
- 1934: The Gay Divorcee
- 1934: Of Human Bondage
- 1935: Alice Adams
- 1935: Top Hat
- 1936: Swing Time
- 1936: Mary of Scotland
- 1937: Stage Door
- 1939: The Hunchback of Notre Dame
- 1941: Ziegfeld Girl
- 1944: Dragon Seed
- 1944: National Velvet
- 1945: The Picture of Dorian Gray
- 1947: If Winter Comes
- 1948: The Three Musketeers
- 1949: The Bribe
- 1949: Madame Bovary
- 1950: Father of the Bride
- 1952: Ivanhoe
- 1953: Knights of the Round Table
- 1954: The Long, Long Trailer
- 1955: Blackboard Jungle
- 1956: Bhowani Junction
- 1956: Tea and Sympathy
- 1957: Jailhouse Rock
- 1958: The Reluctant Debutante
- 1962: Sweet Bird of Youth